# Asparrena
Aspárrena (castelhano) / Asparrena (basco) é um município da Espanha na província de Álava, comunidade autónoma do País Basco, de área 65,18 km² com população de 1573 habitantes (2007) e densidade populacional de 24,13 hab./km².

## Demografia
| Variação demográfica do município entre 1991 e 2004 | Variação demográfica do município entre 1991 e 2004 | Variação demográfica do município entre 1991 e 2004 | Variação demográfica do município entre 1991 e 2004 |
| --------------------------------------------------- | --------------------------------------------------- | --------------------------------------------------- | --------------------------------------------------- |
| 1991                                                | 1996                                                | 2001                                                | 2004                                                |
| 1494                                                | 1541                                                | 1580                                                | 1581                                                |